# Hair-Raising Hare
Hair-Raising Hare és un curtmetratge d'animació de la sèrie Looney Tunes de Warner Brothers. Merrie Melodies, estrenat el 25 de maig de 1946. Va ser dirigit per Chuck Jones i escrit per Tedd Pierce. És protagonitzada per Bugs Bunny i inclou la primera aparició de la taronja de Chuck Jones personatge monstre "Gossamer". Va ser inclosa en l'antologia Bugs Bunny superestrella

## Argument
En una nit negra, Bugs és observat en secret per un científic que vol donar-lo a menjar al seu monstre. Després d'haver-lo atret al seu castell gràcies a una conilla mecànica, el monstre (anomenat Gossamer) comença a perseguir Bugs. Aquest últim s'escapa i fuig, mentre que el reflex de Gossamer fuig davant la lletjor del monstre. Després d'haver empentat el monstre per una escala, el conill posa dues trampes per a ratolí on Gossamer cau.
Després del gag del quadre i del mur, Bugs acaba vencent de nou el monstre gràcies a un cavaller a vapor. Gossammer acaba fugint en assabentar-se que el públic l'està mirant i Bugs acaba seguint una altra conilla mecànica.